# وي واير
 وي واير (بالإنجليزية:WiiWare) 

شعار الخدمة.

هي خدمة تسمح لمستخدمي وي بتحميل الألعاب والتطبيقات المصممة خصيصا لمنصة ألعاب الفيديو «وي» (Wii) التي تم صنعها بواسطة نينتندو .هذه الألعاب والتطبيقات يمكن شراؤها وتحميلها فقط من خدمة التسوق الخاصة بـ وي التي تسمى «وي شوب شانل (بالإنجليزية:Wii Shop Channel)» في القسم الخاص بـ وي واير. تم إطلاق الخدمة بشكل رسمي في شهر مارس عام 2008 في اليابان و في شهر مايو من العام ذاته في باقي أنحاء العالم .

## وصلات خارجية
- الموقع الرسمي للخدمة

1. ↑  "WiiWare - The Official Announcement - Press Release". اطلع عليه بتاريخ 2022-10-11.